# 熊崎信也
熊崎 信也（くまざき しんや、1979年5月21日 - ）は日本のゲームデザイナー、ゲームディレクターであり、ハル研究所 取締役。「星のカービィシリーズ」のデザイン、ディレクターを担当。

## 来歴

### ハル研究所入社前（ - 2002年）
岐阜県出身。15歳頃からゲーム制作を始めており、その軌跡は彼が2000年に作成した個人サイトに存在している。
岐阜県立加納高等学校から金沢美術工芸大学視覚デザイン科卒業。ハル研究所に入社する1年前には、『うちゅう人田中太郎で RPGツクールGB2』に収録されたサンプルゲームの1つ「MONSTERスクール」が世に出ている。
専門学校にいくつも通っていた。1997年、すいどーばた美術学院を卒業　1996年に東芸美術研究所に入学したが1年後退学。

### デザイナーとして（2002年 - 2007年）
入社後、彼は『星のカービィ 夢の泉デラックス』の通信デバッグや、『カービィのエアライド』のステージ、マシン、敵キャラクター、アイテムデザインに関わり、作中にデデデ大王が乗るマシン「ウィリーバイク・デデデカスタム」のデザインも担当している。その後、『タッチ!カービィ』のデザインに関わる。スタッフリストではデザイナーとして載ったが、ハル研Diaryでは主に最終ボス、エンドロール、ストーリー&ステージ名を担当したことを明かしている。

### ディレクターとして（2008年 - ）
ディレクターの始まりは、『タッチ!カービィ』制作において世界観やキャラクター設定をまとめる仕事に挑戦したことだと後に明かしている。
『タッチ!カービィ』制作当時からディレクターを目指しており、「純粋に誰かがやらねばカービィが途絶えてしまう」という強い気持ちを持って挑んでいたとのこと。
そして、2008年に発売された『星のカービィ ウルトラスーパーデラックス』のディレクターを担当する。以降、数多くの星のカービィシリーズの作品の企画・監修に関わることになる。
『星のカービィ ロボボプラネット』以降はゼネラルディレクターとなり、シリーズ全体の様々な監修などを務める。
2021年、取締役に就任。

## 作品リスト

### ゲーム
- 星のカービィシリーズ
  - 星のカービィ 夢の泉デラックス（2002年、ゲームボーイアドバンス）通信デバッグ
  - カービィのエアライド（2003年、ニンテンドー ゲームキューブ） デザイン
  - タッチ!カービィ（2005年、ニンテンドーDS） デザイン
  - 星のカービィ ウルトラスーパーデラックス（2008年、ニンテンドーDS） ディレクター
  - 星のカービィ Wii（2011年、Wii） ディレクター
  - 星のカービィ 20周年スペシャルコレクション（2012年、Wii） ディレクター（神山達哉と共同）
  - 星のカービィ トリプルデラックス（2014年、ニンテンドー3DS） ディレクター
  - カービィファイターズZ（2014年、ニンテンドー3DS） ディレクター
  - デデデ大王のデデデでデンZ（2014年、ニンテンドー3DS） ディレクター
  - タッチ!カービィ スーパーレインボー（2015年、Wii U） スペシャルサンクス
  - 星のカービィ ロボボプラネット（2016年、ニンテンドー3DS） ゼネラルディレクター
  - みんなで!カービィハンターズZ（2017年、ニンテンドー3DS） ゼネラルディレクター
  - カービィのすいこみ大作戦（2017年、ニンテンドー3DS） ゼネラルディレクター
  - カービィ バトルデラックス!（2017年、ニンテンドー3DS） ゼネラルディレクター
  - 星のカービィ スターアライズ（2018年、Nintendo Switch） ゼネラルディレクター
  - 毛糸のカービィ プラス (2019年、ニンテンドー3DS) キャラクタースーパーバイザー（北健一郎、ファーマン力と共同）
  - スーパーカービィハンターズ (2019年、Nintendo Switch) ゼネラルディレクター、作詞
  - カービィファイターズ2（2020年、Nintendo Switch） ゼネラルディレクター
  - 星のカービィ ディスカバリー（2022年、NIntendo Switch）ゼネラルディレクター、作詞
  - 星のカービィ Wii デラックス（2023年、NIntendo Switch）ゼネラルディレクター
- ハコボーイ!シリーズ
  - ハコボーイ! もうひとハコ（2016年、ニンテンドー3DS） ハコ漫画 - 原案
  - さよなら! ハコボーイ!（2017年、ニンテンドー3DS） ハコまんが - 原案
- うちゅうじん田中太郎でRPGツクールGB2（2001年、ゲームボーイカラー） 「MONSTERスクール」ゲームデザイン

### サウンドトラック
- The Sound of Kirby Café／サウンド・オブ・カービィカフェ（2016年） サウンドディレクター
- 星のカービィ ロボボプラネット　オリジナルサウンドトラック（2016年） サウンドディレクター
- The Sound of Kirby Café 2／サウンド・オブ・カービィカフェ2（2019年） サウンドディレクター

## 出演

### イベント
- 星のカービィ25周年記念オーケストラコンサート（2017年4月16日・6月18日・7月20日・7月21日、Bunkamuraオーチャードホール・オリックス劇場）
- 星のカービィ30周年記念ミュージックフェス （2022年8月11日、東京ガーデンシアター）

### インターネット配信
- 星のカービィ25周年記念特番#2（2017年7月16日、ニコニコ生放送）[7]
- ハコボーイ!公式チャンネル「ハコチャンネル」#16・#17（2017年8月7日・8月10日、YouTube）
- 星のカービィポータル 公式チャンネル 星のカービィ 30周年記念ミュージックフェス / Kirby 30th Anniversary Music Fest. （2022年8月11日、YouTube）[8]